# Heikki Westerinen
Heikki Markku Julius Westerinen (* 27. April 1944 in Helsinki) ist ein finnischer Schachspieler.

## Leben

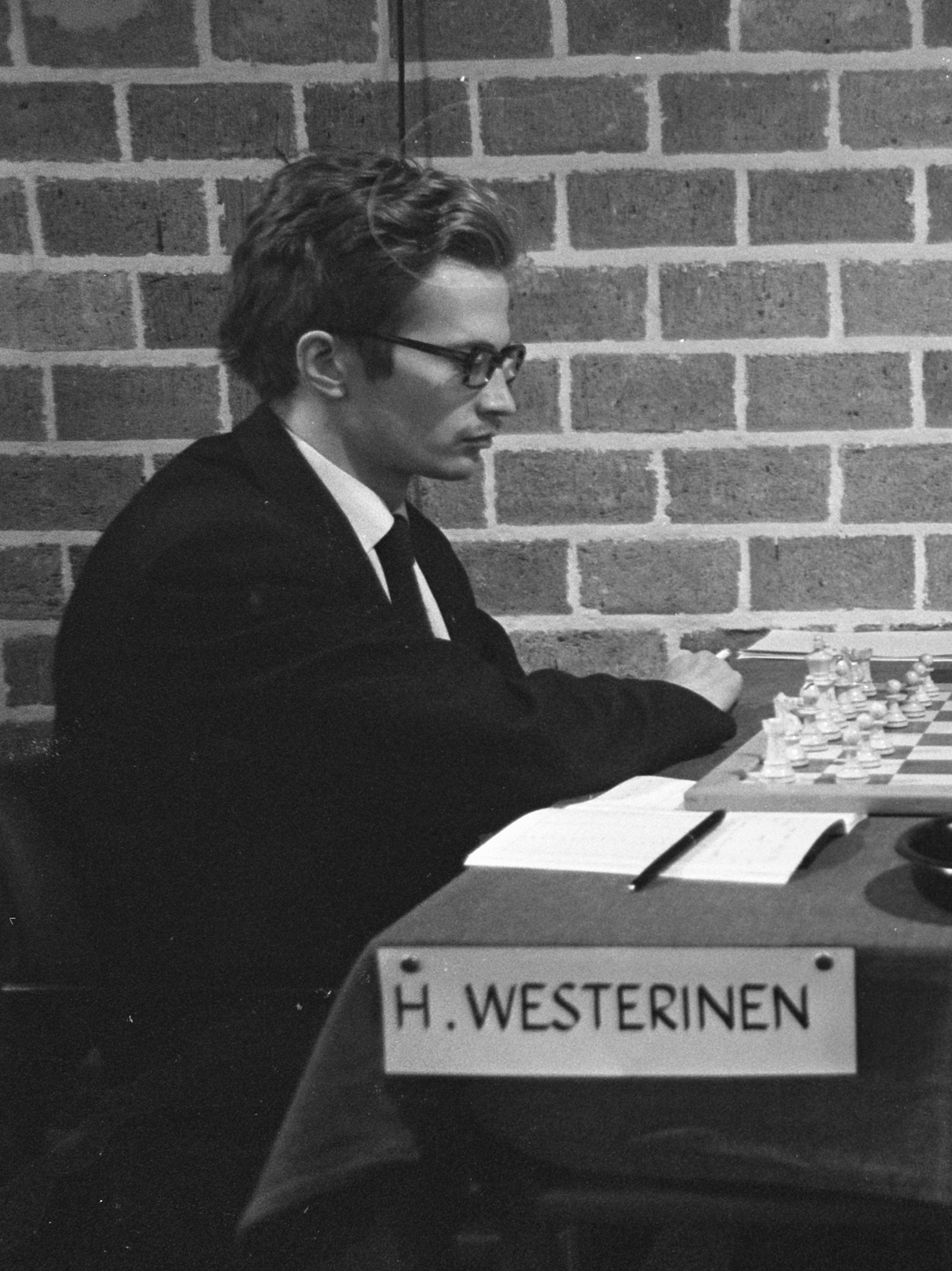
Heikki Westerinen, 1970

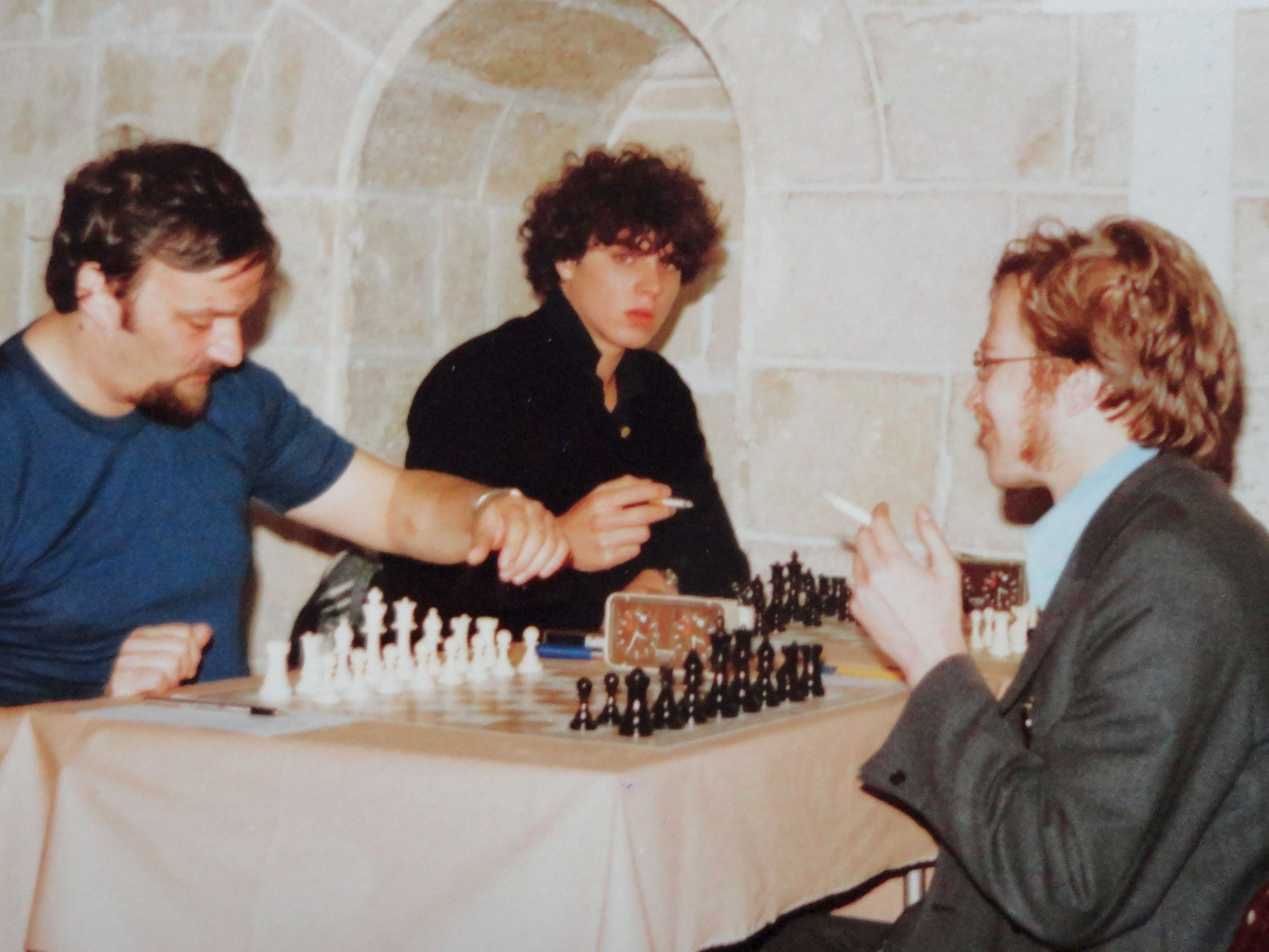
Borik, Lobron und Westerinen bei der Schacholympiade 1980 auf Malta

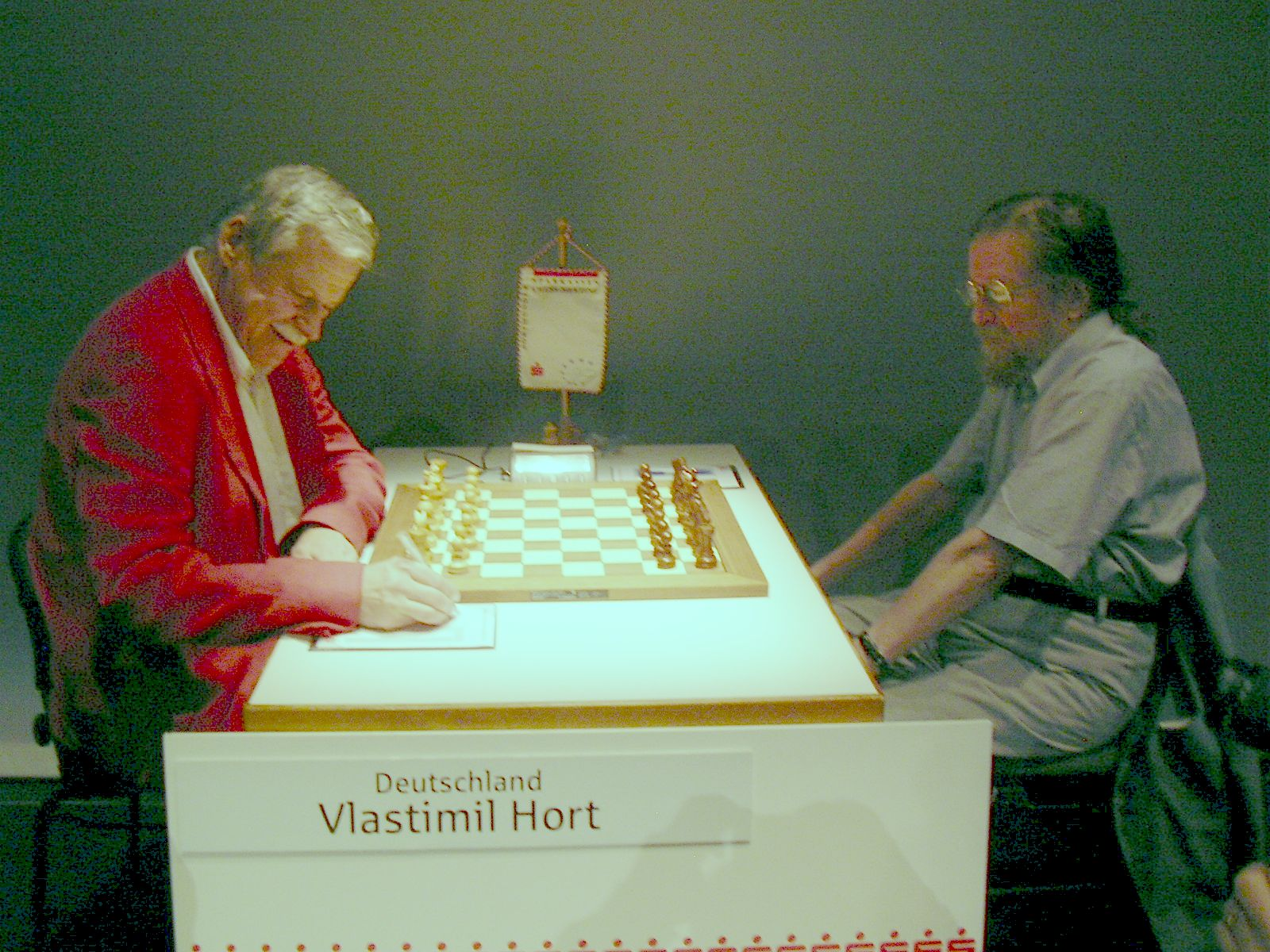
Vlastimil Hort und Westerinen, Dortmunder Schachtage 2007

Obwohl Westerinen sich nach einem Mathematik-, Physik und Chemiestudium zum Lehrer ausbilden ließ, begann er die ungewisse Karriere eines Berufsschachspielers. Im Jahre 1967 errang er den Titel eines Internationalen Meisters. Im Jahre 1975 wurde er nach seinem Turniersieg bei den Dortmunder Schachtagen der erste Großmeister Finnlands.
Er ist mehrfacher Finnischer Landesmeister (1965, 1966, 1968, 1970). Im Herbst 1971 wurde Westerinen Dritter bei der Internationalen Deutschen Meisterschaft, die Svetozar Gligorić gewann. Seine größten Erfolge sind die Siege bei den Turnieren Palma de Mallorca 1973, Dortmund 1973 und 1975, Stockholm 1975, London 1979. Zwanzig Jahre später bei einem IM-Turnier 1996 im schwedischen Timrå, das Holger Grund vor Paul Motwani gewann, wurde er Vierter. Im August 2019 gewann Westerinen in Helsinki ein zu Ehren seines 75. Geburtstages ausgetragenes Jubiläumsturnier vor Yrjö Rantanen.

## Nationalmannschaft
Mit der finnischen Nationalmannschaft nahm Westerinen von 1962 bis 1996 an allen 18 Schacholympiaden teil, die 19. Teilnahme folgte 2006. 1964 erreichte er das zweitbeste Ergebnis am zweiten Brett, 1966 ebenfalls am zweiten Brett das drittbeste Ergebnis. Außerdem nahm er mit Finnland an den Mannschaftseuropameisterschaften 1989, 1992, 1997 und 2007 teil.

## Vereine
In Finnland spielte Westerinen für Gaia Helsinki und Salon SK, mit denen er am European Club Cup teilnahm. In Deutschland spielte er in den 1970er und 1980er Jahren für die Solinger SG 1868, mit der er 1980 deutscher Mannschaftsmeister wurde, den European Club Cup 1976 gewann und das Halbfinale des European Club Cup 1979 erreichte. Derzeit (2021/22) ist Westerinen in Deutschland für den Schachklub Durlach gemeldet.

## Theoriebeiträge
Nach Heikki Westerinen ist ein Abspiel in der Königsindischen Verteidigung benannt: die Westerinen-Variante entsteht nach den Zügen 1. d2–d4 Sg8–f6 2. c2–c4 g7–g6 3. Sb1–c3 Lf8–g7 4. e2–e4 d7–d6 5. Sg1–f3 0–0 6. Lf1–e2 Lc8–g4 7. Lc1–e3 Sf6–d7. Westerinen popularisierte seine Erfindung durch häufigen Gebrauch in den 1970er Jahren. Auch heutzutage findet sie selbst auf Spitzenniveau Anhänger: Der Aserbaidschaner Şəhriyar Məmmədyarov brachte sie in seiner Partie gegen Loek van Wely in Wijk aan Zee 2006 zur Anwendung.
Ferner schrieb Heikki Westerinen ein Heft über Abspiele des Sämisch-Systems der Königsindischen Verteidigung mit frühem Sb8–c6.